# Loe Nekan
Der Loe Nekan ist der höchste Berg in der Provinz Belutschistan im Südwesten von Pakistan.
Der Loe Nekan befindet sich 30 km ostnordöstlich der Großstadt Quetta im Zarghun-Ghar-Bergmassiv. Der Loe Nekan besitzt eine Höhe von 3575 m (nach anderen Quellen 3578 m).   